# Pont d'aigua de Magdeburg
El pont d'aigua de Magdeburg (alemany: Kanalbrücke Magdeburg) és un gran aqüeducte navegable al centre d'Alemanya, situat prop de Magdeburg. El pont subterrani del canal més gran d'Europa, travessa el riu Elba i connecta directament el Mittellandkanal al costat oest i el canal Elba-Havel al costat est del riu, permetent que grans vaixells comercials passin entre Renània i Berlín sense haver de baixar a i després sortir de l'Elba mateix..

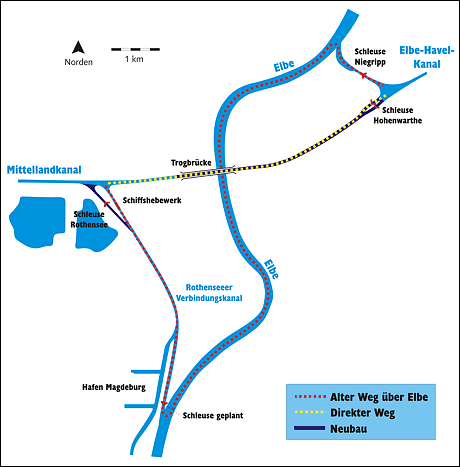
Mapa del pont, que mostra els recorreguts de vaixells nous (groc) i anteriors (vermell).

## Història
La planificació per poder travessar el canal es remunta almenys a principis del segle xx. Els treballs al Mittellandkanal van començar el 1905, mentre que els treballs en el projecte global van continuar fins al 1942, quan tota la construcció es va aturar a causa de la Segona Guerra Mundial. Després de la guerra, el govern d'Alemanya de l'Est no va reprendre els treballs en el projecte perquè el comerç est-oest ja no era important en el context de la Guerra Freda. Després de la reunificació d'Alemanya, el restabliment de les principals vies de transport d'aigua va fer del pont d'aigua una altra vegada una prioritat. Les obres van començar l'any 1998, amb una durada de sis anys i un cost de 501 milions d'euros. El pont d'aigua connecta ara la xarxa portuària interior de Berlín amb els ports del riu Rin. L'estructura de l'aqüeducte incorpora 24.000 tones d'acer i 68.000 metres cúbics de formigó.

## A la cultura pop
El pont apareix a la pel·lícula Hanna, aproximadament al minut 75:00 de la pel·lícula.

## Rescloses
A part del pont, es va construir una resclosa doble per permetre que els vaixells baixessin des del nivell del pont i del canal Mittelland fins al del canal Elba-Havel.